# Let Me In (canción de R.E.M.)
«Let Me In» es la décima canción del noveno álbum de estudio de la banda de rock alternativo R.E.M., Monster. La canción fue escrita para Kurt Cobain, quien murió poco después de que comenzaran las sesiones de Monster. Michael Stipe dijo que la letra de la canción era básicamente lo que le diría a Cobain por teléfono. La canción fue grabada con una Fender Jag-Stang de Cobain, que Mike Mills tocó durante el Monster Tour para las presentaciones de «Let Me In». Como Cobain era zurdo, Mills tuvo que tocar la guitarra al revés.

## Trasfondo
R.E.M. escribió esto sobre Kurt Cobain después de su muerte en 1994. Cobain era fan de R.E.M., y cuando murió, Courtney Love les dio una de las guitarras de Kurt, que usaron en el tema. Era una Fender Jag-Stang para zurdos (y una de las pocas guitarras que Cobain no destrozó), así que Mike Mills tuvo que cambiarle las cuerdas para tocarla con la mano derecha.

«Sé que vamos a sacar un disco más, al menos, y tengo una idea bastante clara de cómo va a sonar: bastante etéreo, acústico, como el último álbum de R.E.M. (Automatic For The People). Si pudiera escribir solo un par de canciones tan buenas como las que han escrito... No sé cómo esa banda hace lo que hace. Dios, son los mejores. Han lidiado con su éxito como santos y siguen ofreciendo buena música».
Kurt Cobain en Rolling Stone

Michael Stipe era amigo tanto de Kurt Cobain como del actor River Phoenix. Hablando durante el Evening Session Show de Radio 1 en 1994, reflexionó sobre cómo sus muertes contribuyeron a la creación de Monster.
«Sentimos que alcanzamos el cenit con este disco», dijo. «La muerte de River me impidió escribir durante casi cinco meses. Cuando empecé a escribir, se me ocurrió "Crush With Eyeliner", "What's the Frequency, Kenneth?", "Circus Envy" y luego, cuando Kurt murió a la mitad haciendo el disco y simplemente levanté los brazos y tuve que expresar la frustración que tenía, tratando de sacarlo del estado mental en el que estaba y sin tener éxito, ya sabes, escribí esa canción ("Let Me In") y lo dejamos en el disco».
Se lanzó un remix de esta canción en octubre de 2019, antes de la edición del 25 aniversario de Monster. La nueva versión fue realizada por el productor de R.E.M. y colaborador breve de Nirvana, Scott Litt. Lo acompañó un video creado por el animador Nir Ben Jacob. En declaraciones a la BBC, Michael Stipe dijo que el clip «se siente como Kurt».

## Personal
- Michael Stipe - voz
- Mike Mills - guitarra eléctrica
- Peter Buck - órgano Farfisa[6]
- Bill Berry - pandereta